# Henrik Nordström
Johan Henrik Nordström (né le 30 avril 1891 à Älvkarleby et décédé le 10 février 1982 à Eskilstuna) est un athlète suédois spécialiste du fond. Il était affilié au IFK Eskilstuna.

## Biographie

### Palmarès
| Date | Compétition           | Lieu      | Résultat | Épreuve          | Performance |
| ---- | --------------------- | --------- | -------- | ---------------- | ----------- |
| 1912 | Jeux olympiques d'été | Stockholm | —        | Cross individuel | Abandon     |

### Records
| Épreuve      | Performance   | Lieu | Date |
| ------------ | ------------- | ---- | ---- |
| 5 000 mètres | 15 min 49 s 1 |      | 1912 |